# Cava Randello, Passo Marinaro
Cava Randello, Passo Marinaro este o arie protejată (arie specială de conservare — SAC, sit de importanță comunitară — SCI) din Italia întinsă pe o suprafață de 499 ha, integral pe uscat.

## Localizare
Centrul sitului Cava Randello, Passo Marinaro este situat la coordonatele 36°51′50″N 14°28′03″E / 36.863889°N 14.4675°E.

## Înființare
Situl Cava Randello, Passo Marinaro a fost declarat sit de importanță comunitară în septembrie 1995 pentru a proteja 2 specii de plante și 3 specii de animale. Situl a fost protejat și ca arie specială de conservare în martie 2017.

## Biodiversitate
Situată în ecoregiunea mediteraneană, aria protejată conține 5 habitate naturale: Tufărișuri termo-mediteraneene și de pre-deșert, Galerii de Salix alba și de Populus alba, Matorral arborescenți cu Juniperus spp., Păduri de Quercus ilex și Quercus rotundifolia, Dune cu vegetație ierboasă Malcolmietalia.
La baza desemnării sitului se află mai multe specii protejate:
- plante (2): Leopoldia gussonei, Ophrys lunulata
- păsări (2): dumbrăveancă (Coracias garrulus), sturz-cântător (Turdus philomelos)
- reptile (1): elaphe situla (Zamenis situla)

Pe lângă speciile protejate, pe teritoriul sitului au mai fost identificate 44 de specii de plante, 3 specii de păsări, 3 specii de amfibieni, 2 specii de mamifere, 34 de specii de nevertebrate, 9 specii de reptile.